# Irgachefe
Pour l’article homonyme, voir Yirgachefe (woreda).
Irgachefe (aussi appelée Yirga Chefe, Yirgachefe ou Yiriga Cheffe) est une ville et un woreda du sud de l'Éthiopie située dans la zone Gedeo. Cette ville a 15 118 habitants en 2007 et fait partie de la région des nations, nationalités et peuples du Sud jusqu'au transfert de la zone dans la région Éthiopie du Sud en août 2023.
Elle se trouve vers 1 800 m d'altitude, sur la route transafricaine 4, environ 35 km au sud de Dila.
La ville est recensée en 2007 en tant que chef-lieu du woreda Yirgachefe. Deuxième agglomération de la zone Gedeo après Dila, elle compte alors 15 118 habitants.
Ayant obtenu elle-même le statut de woreda, elle forme désormais un district urbain d'un peu plus de 2 km2 de superficie, enclavé dans le woreda Yirgachefe et bordé à l'ouest par le woreda Abaya de la région Oromia.